# Iwan Michajlow

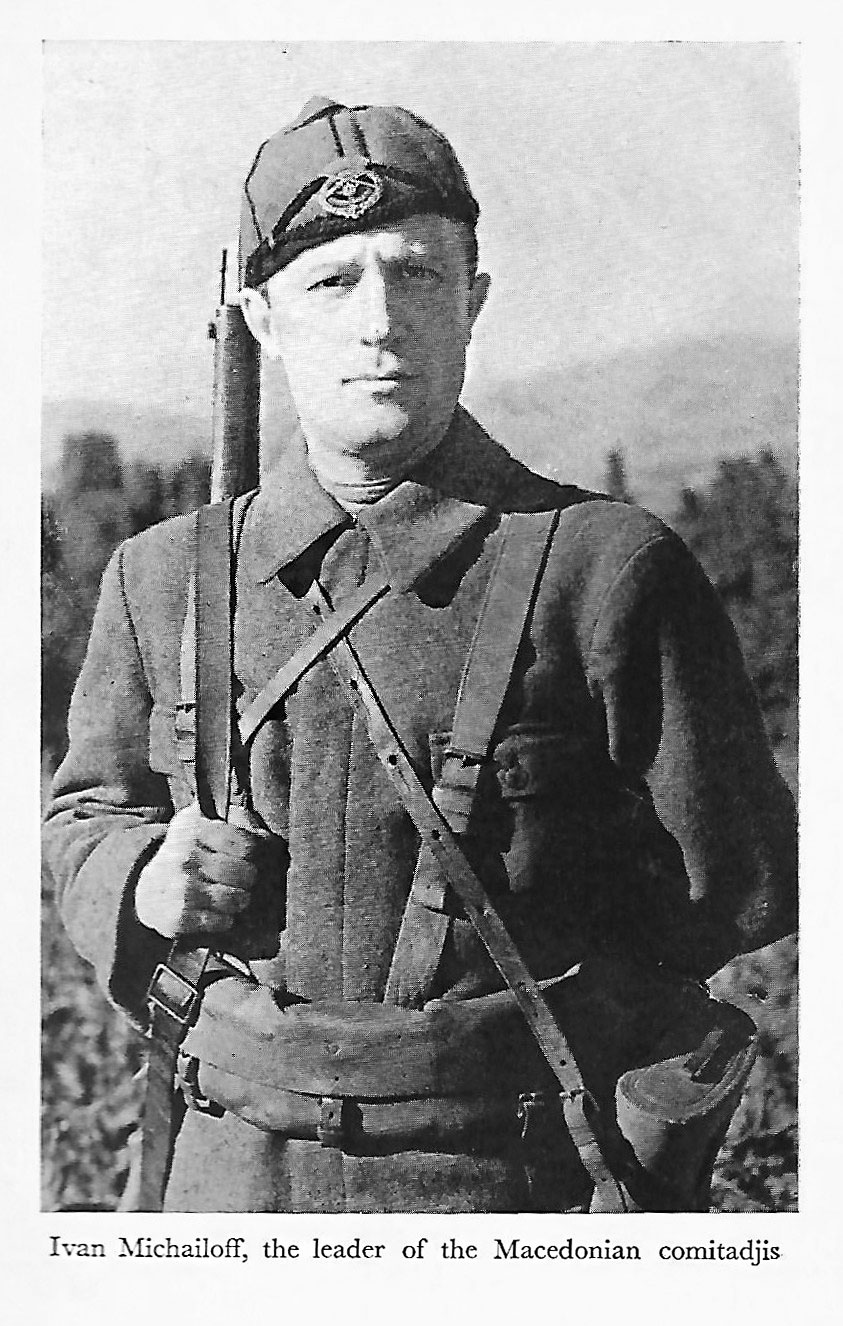
Iwan Michajlow Gawrilow (1930er Jahre)

Iwan Michajlow Gawrilow (auch Ivan Michailov Gavrilov geschrieben, bulgarisch Иван Михайлов Гаврилов; * 26. August 1896, Nowo Selo bei Štip, heute Nordmazedonien; † 5. September 1990 in Rom, Italien) war ein bulgarischer Widerstandskämpfer in Makedonien und langjähriger Anführer der Inneren Mazedonischen Revolutionären Organisation (kurz IMRO).

## Leben
Iwan Michajlow wurde am 26. August 1896 im Dorf Nowo Selo in der Nähe der Stadt Štip im damaligen Osmanischen Reich geboren (heute Republik Mazedonien). Er besuchte das bulgarische Gymnasium für Männer in Thessaloniki. Nach dem Ende des Zweiten Balkankrieges (1913) und der darauf folgenden Annexion der makedonischen Ägäis durch Griechenland und der Wardar Makedoniens durch Serbien beendete er seine schulische Ausbildung im serbischen Gymnasium von Skopje. Dort traf er zum ersten Mal auf den serbischen Thronfolger und späteren König Jugoslawiens, Alexander Karađorđević. Nach der Beendigung seiner schulischen Ausbildung im Jahr 1915 mit Auszeichnung bot ihm das serbische Bildungsministerium ein Stipendium an, um in jeder beliebigen Universität Europas seine Ausbildung abzuschließen. Iwan Michajlow lehnte dies ab und trat 1918 in die bulgarische Armee ein. Während des Ersten Weltkrieges diente er in der bulgarischen Armee. Nach dem Waffenstillstand von Solun (1918) verließ er die Armee und begann ein Jurastudium an der St.-Kliment-Ohridski-Universität in Sofia. Zu diesem Zeitpunkt lud ihn Todor Aleksandrow, der damalige Führer der IMRO, ein, sein persönlicher Sekretär in der Vertretung der IMRO in Sofia zu werden. Zwischenzeitlich beschloss Iwan Michajlow zusammen mit Jordan Tschkatrow aus Prilep und Kristo Weljanow aus Kruševo die Gründung einer Makedonischen Studentenvereinigung in Bulgarien. Michajlow wurde zu einem der Mitbegründer und zum ersten Vorsitzenden der Studentenvereinigung „Vardar“ in Sofia.

### Führer der IMRO

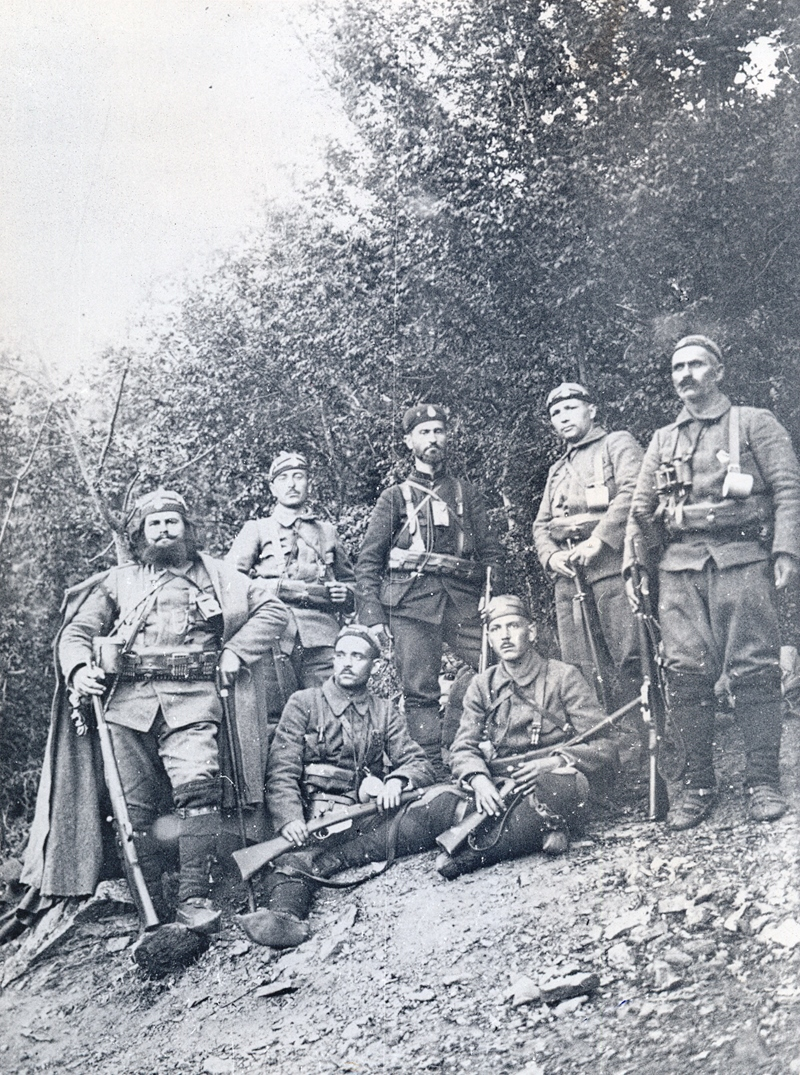
Todor Alexandrov mit seiner Tscheta

Nach der Ermordung seines Mentors und Freundes, des damaligen Führers der IMRO, Todor Alexandrow, am 31. August 1924, wurde Iwan Mihailow zum Mitglied des ZK der IMRO gewählt und begann mit der Bestrafung der Mörder Todor Alexandrows unter den Anhängern einer linken Abspaltung der IMRO (IMRO-Obedinena; deutsch: Vereinigte IMRO). Bekannt sind diese Vorfälle als die „Geschehnisse von Gorna-Dschumaja“ (heute Blagoewgrad, Bulgarien). In den nächsten Jahren wurde er zum De-facto-Anführer der IMRO. Er war Anhänger der Taktik des individuellen Terrors. In den 1920er und 1930er Jahren waren Aktivisten unter der Führung von Iwan Mihailow an einer Reihe politischer Morde inner- und außerhalb Bulgariens beteiligt. Darunter war seine spätere Ehefrau Mentscha Karnitschewa, die durch die Ermordung von Todor Panitza, einem Anhänger des linken Flügels der IMRO, im Wiener Burgtheater am 8. Mai 1925 bekannt wurde. Der Anschlag wurde aufgrund seiner Morde an den IMRO-Aktivisten Boris Sarafow und Iwan Garwanow sowie der Kollaboration mit äußeren Mächten von der IMRO unter Führung Mihailows befohlen. Das Hauptziel Mihailows war die Bekämpfung und Neutralisierung des sowjetischen Einflusses auf die makedonischen Unabhängigkeitsbestrebungen, manifestiert in Form der IMRO-Obedinena. Im Jahr 1926 heiratete er Mentscha Karnitschewa, mit der er bis zu ihrem Lebensende zusammen blieb. Im darauf folgenden Jahr ließ die Serbische Regierung den Vater und den älteren Bruder Mihailows ermorden, die zu jener Zeit im Königreich Jugoslawien lebten.
Als Antwort plante die IMRO einen Anschlag auf den jugoslawischen König Alexander, der im Jahr 1934 von Wlado Tschernosemski in Marseille erfolgreich ausgeführt wurde.

### In Makedonien
Nachdem Michajlow es geschafft hatte, sich als Führer der IMRO zu behaupten, wurde er zur wichtigsten Figur im Streben zur makedonischen Unabhängigkeit. In ganz Makedonien erneuerte sich der Kampf gegen die jugoslawische (serbische) und an der Ägäis gegen die griechische Regierung. Er plante und führte persönlich Anschläge auf Polizeistationen, Armeestützpunkte, Brücken, Gendarmeriestationen, Sprengungen von Eisenbahnlinien sowie Attentate gegen Regierungsmitglieder. Aufgrund der Aktionen der IMRO stationierte das Jugoslawische Königreich eine 35.000 Mann starke Armee in Wardar. Zusätzlich kamen noch Polizisten und spezielle Grenztruppen zum Einsatz. Dies verwandelte das gesamte Territorium Makedoniens, speziell Wardar, in ein Kampfgebiet. Die Grenze zwischen Jugoslawien und Bulgarien wurde von der jugoslawischen Regierung stark befestigt. Michajlow änderte daraufhin seine Taktik. Für Attentate wurden sogenannte „Revolutionäre Dreier“ gebildet, deren Aktionen sich gegen lokale Kollaborateure der Serben richteten. Zu den bekanntesten Kämpfern dieser Zeit zählen Trajko Tschundew, Ipokrat Rawigorow, Ilija Lilinkow, Mara Bunewa und Iwan Momtschilow.

### Bündnis mit der kroatischen Unabhängigkeitsbewegung

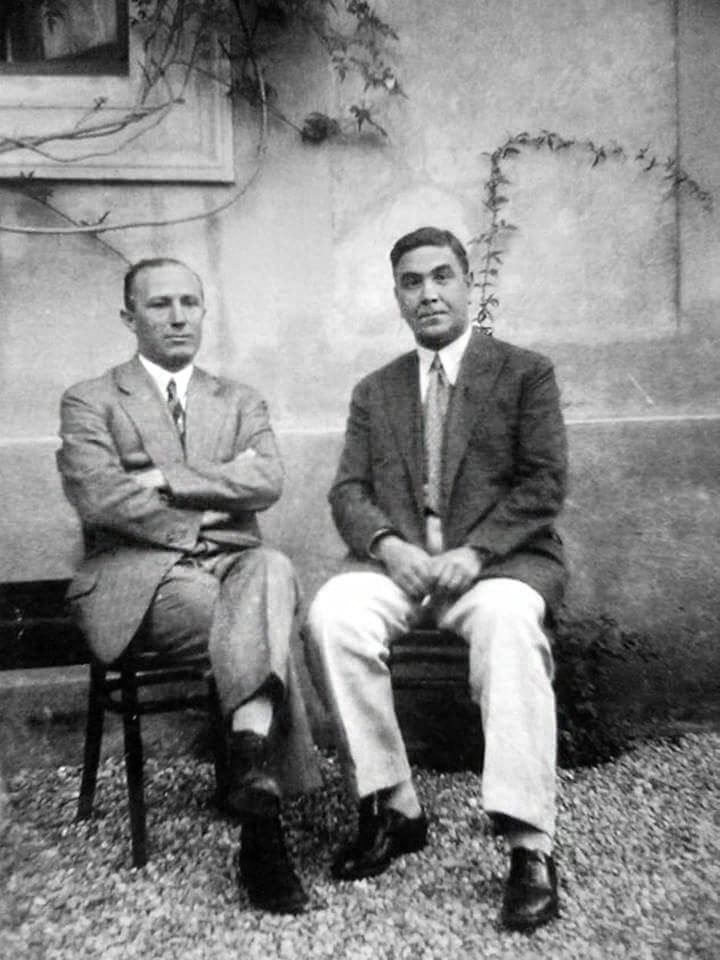
Mihailov (links) mit Ante Pavelić im Exil in Brescia, Italien (1931).

1929 ließ König Alexander die alte Konstitution des Königreiches der Serben, Kroaten und Slowenen, die sogenannte Vidovdan- (Sankt-Veits-Tags-) Konstitution, durch die Konstitution des neuen Königreichs Jugoslawien ersetzen. Im Gegensatz zur alten Konstitution, die zumindest formell die Rechte der Kroaten, Slowenen und anderen Bevölkerungsgruppen anerkannte (makedonische Bulgaren wurden allerdings als Südserben angesehen), erkannte die neue Konstitution nur noch die neu geschaffene jugoslawische Ethnie an. Diese Umstände führten zur Deklaration von Sofia, dem strategischen Bündnis Iwan Michajlows mit der kroatischen Unabhängigkeitsbewegung.

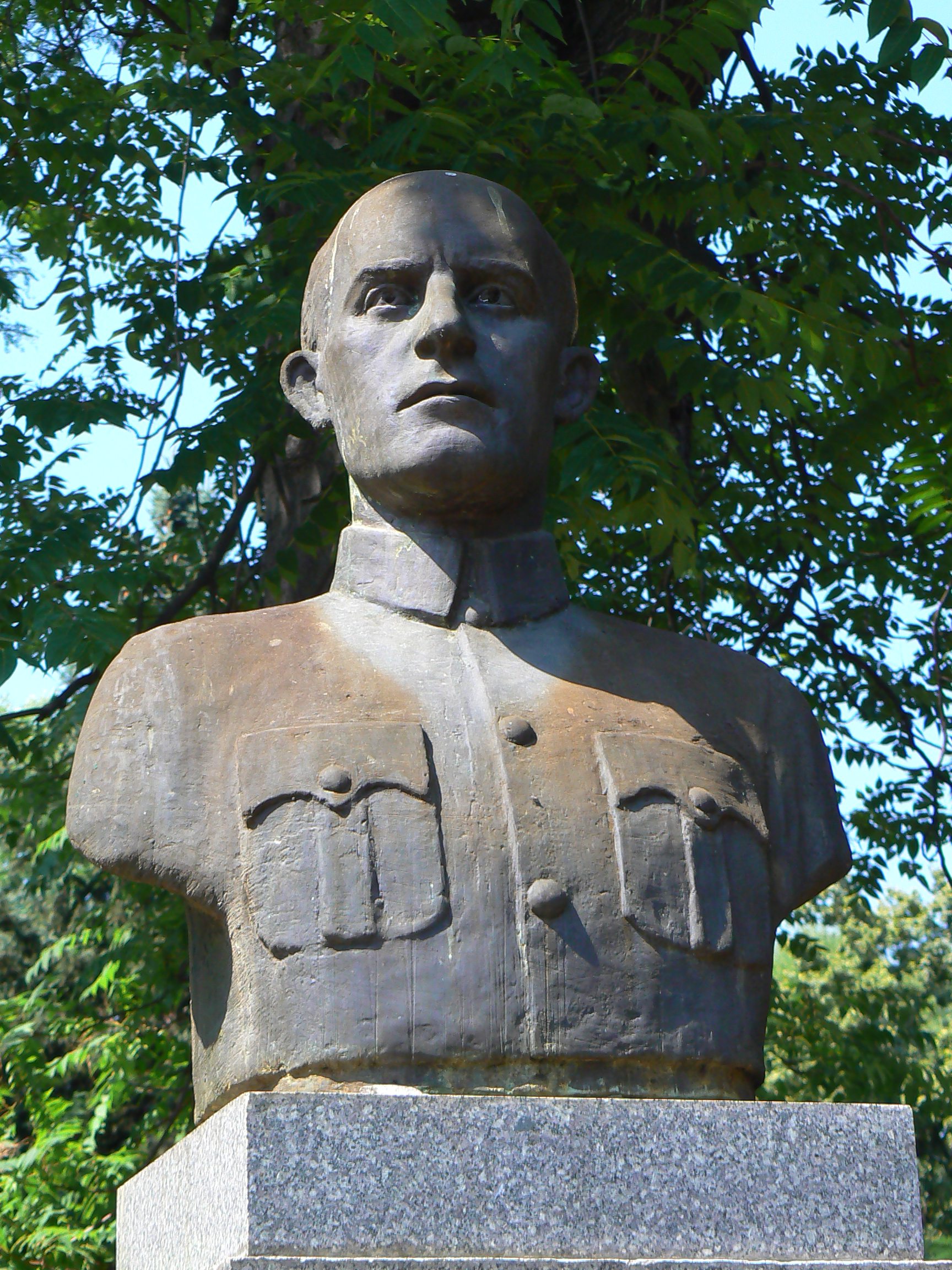
Gedenkstatue in Sofia

Nach dem Staatsstreich am 19. Mai 1934 in Bulgarien durch die Militärgruppe Sweno und der einhergehenden Verfolgung der IMRO in Bulgarien floh Michajlow aus Bulgarien Richtung Türkei und später Polen. Die erste bedeutende Zusammenarbeit zwischen IMRO und der kroatischen Ustascha unter Diktator Ante Pavelić war das Attentat in Marseille 1934, bei dem König Alexander, der französische Außenminister Louis Barthou sowie der Attentäter Wlado Tschernosemski ums Leben kamen.
Mit der Schaffung des „Unabhängigen Kroatiens“, eines Vasallenstaats der Achsenmächte, ließ sich Michajlow 1941 in der kroatischen Hauptstadt Zagreb nieder.

### Zweiter Weltkrieg
Als überzeugter Antikommunist nahm Michajlow während des Zweiten Weltkrieges Kontakt zum Reichsführer der SS Heinrich Himmler auf und erhielt dessen Zustimmung zur Schaffung eines Bataillons von ehemaligen IMRO-Aktivisten unter deutscher Führung.
Das geplante Ziel dieser Einheiten sollte der aktive Kampf gegen kommunistische Partisanen auf dem Gebiet Jugoslawiens und Griechenlands im Dreieck Solun (heute: Thessaloniki) – Kostur/Lerin – Larisa sein. Die Kampfstärke sollte 5000 bis 8000 Mann umfassen. Ab März 1943 begann die Formierung solcher Bataillone in Kostur, Lerin und Pella unter dem Namen „Ohrana“.
Kurz vor der Machtübernahme der Kommunisten in Bulgarien am 9. September 1944 reiste Iwan Michajlow auf Bitten Adolf Hitlers nach Skopje, um dort einen unabhängigen Makedonischen Staat zu errichten. Weil Iwan Michajlow allerdings sah, dass das Schicksal Makedoniens erneut besiegelt war und Deutschland den Krieg verlieren würde, verzichtete er auf den Ausruf eines unabhängigen Makedoniens, um nach seiner Sicht der Bevölkerung in Makedonien ein weiteres sinnloses Blutvergießen zu ersparen. Kurz danach verließ er Makedonien für immer und ließ sich kurzzeitig nacheinander in Ungarn, Deutschland und Spanien nieder, bis er mit Zustimmung der italienischen Regierung seinen Wohnsitz in Rom nahm, wo er 1990 in hohem Alter starb.

### Im Exil
Im Exil schrieb Iwan Michajlow viele Broschüren und einige Bücher. Er ist Autor der 4 Bände von „Erinnerungen“, „Makedonien – die Schweiz des Balkans“, „Stalin und die Makedonische Frage“ und anderer Werke, in denen er den Makedonischen Unabhängigkeitskampf beschreibt. Zwischenzeitlich fand hinter dem Eisernen Vorhang im kommunistischen Bulgarien seit 1948 auf Beschluss der Komintern der Prozess der zwangsweisen Denationalisierung und Mazedonisierung der bulgarischen Bevölkerung in Pirin-Mazedonien statt, als Vorbereitung zur Schaffung eines Sozialistischen Föderativen Balkanstaates unter Einschluss Bulgariens. Einzig der Streit zwischen Stalin und Tito setzte diesem Prozess ein Ende.

### Ende

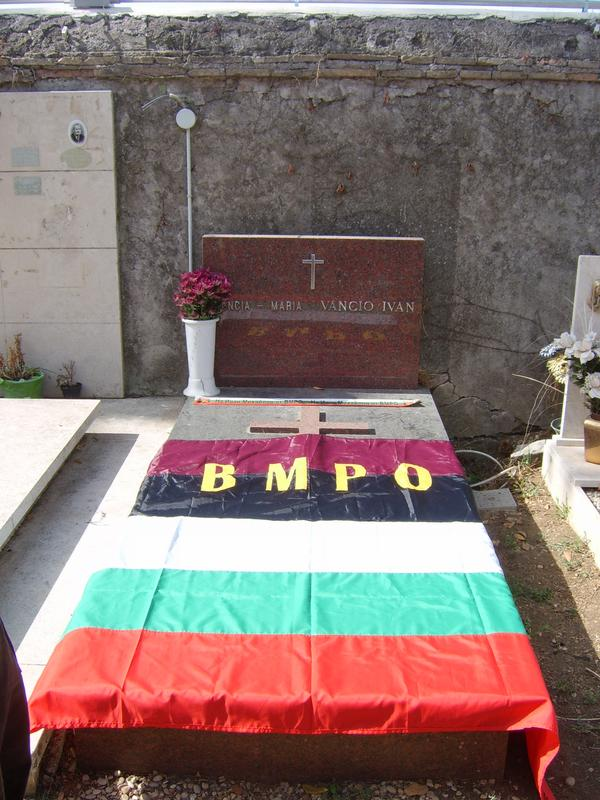
Das gemeinsame Grab von Iwan Michajlow und Mentscha Karnitschewa in Rom, Italien

Iwan Michajlow starb am 5. September 1990, fast genau ein Jahr vor der Erklärung der Unabhängigkeit der Republik Mazedonien am 8. September 1991 und 16 Jahre vor dem endgültigen Verschwinden Jugoslawiens von der politischen Weltkarte am 3. Juni 2006.
Der Radko Knoll auf Rugged Island in der Antarktis ist seit 2009 nach seinem Aliasnamen Radko Dejanow benannt.